# La Ville infernale
La Ville infernale est un jeu vidéo pour Amstrad CPC datant de 1985.

## Synopsis
Vous conduisez une voiture pour vous rendre à Paris. Sur votre route se trouve une ville.
Vous entrez dans cette ville par le Sud et vous devez en ressortir par le Nord.